# Малки, Крис
Крис Малки (англ. Chris Mulkey; род. 3 мая 1948) — американский актёр. Наиболее известен по роли Хэнка Дженнингса в сериале «Твин Пикс».

## Биография
Крис Малки родился 3 мая 1948 года в городе Вирокуа, штат Висконсин. Образование Крис получил в университете штата Миннесота. Пять лет работал в местном театре для детей. Дебют актера состоялся в 1975 году, когда вышел фильм «Loose Ends». После этого Малки снимался в кино и на телевидении. Среди его ролей — Хэнк Дженнингс в сериале «Твин Пикс», Майк в сериале «Остаться в живых», мэр Джерси-Сити Фрэнк Хейг в сериале «Подпольная империя», Джон Кронан в фильме «Капитан Филлипс», Фрэнк в фильме «Одержимость», Моритц в фильме «По половому признаку». 
Крис Малки был женат на актрисе Карен Ландри до её смерти в 2015 году. У них родились две дочери: Амелия и Элизабет.